# La Apartada
La Apartada è un comune della Colombia facente parte del dipartimento di Córdoba.
Il centro abitato venne fondato nel 1957, mentre l'istituzione del comune è del 1997.